# Gerd Brenneis
Gerd Brenneis (* 3. Januar 1936 in Nienhagen, Mecklenburg; † 13. März 2003 in Güstrow) war ein deutscher Opernsänger (Tenor).

## Leben
Brenneis wurde 1974 von der Deutschen Oper Berlin in ihr Ensemble verpflichtet, dem er bis 1996 angehörte. Hier stand er in 174 Vorstellungen auf der Bühne. Unter Eugen Jochum sang er Walther von Stolzing in den Meistersingern, Tannhäuser unter Jesús López Cobos, Siegfried, Parsifal, Rienzi und Lohengrin, Max im Freischütz, Florestan in Fidelio, Bacchus in Ariadne auf Naxos und den Kaiser in Die Frau ohne Schatten.
Auch an den internationalen Opernbühnen, unter anderem an der Wiener Staatsoper, der Mailänder Scala, der Metropolitan Opera New York und den Bayreuther Festspielen, machte er sich in den Heldenpartien von Richard Wagner und Richard Strauss einen Namen. Seine künstlerische Heimat blieb aber stets die Deutsche Oper Berlin. Brenneis starb nach schwerer Krankheit.